# Herpf (Werra)
Die Herpf ist ein 22 km langer, orografisch linker Zufluss der Werra in Thüringen in Deutschland.

## Verlauf
Die Herpf entspringt in einem Wiesengrund am Südrand der Gemeinde Erbenhausen, Ortsteil Schafhausen. Sie fließt in ostsüdöstliche Richtung über Gerthausen, passiert Wohlmuthausen südlich und schließlich Helmershausen und Bettenhausen, bis sich ihre Richtung in Nordost ändert.
Vorbei an Herpf und Melkers erreicht sie schließlich Walldorf, wo sie von links in die Werra mündet.
Das Tal der Herpf bildet erkennbar einen Raumteiler zwischen dem bis 751 m hohen Massiv des Gebabergs (nebst Westgipfel Diesburg) im Norden und den südlichen Gipfeln, von denen besonders der 639 m hohe Kegel des Hutsbergs herausragt.

## Zuflüsse
Der Quellbach der Herpf nimmt in sich zahlreiche weitere Quellen und Bäche am Ostrand der Thüringischen Rhön auf. Dabei hat der von Norden kommende Weißbach beim Zufließen ein größeres Einzugsgebiet als die Herpf selber bis dahin (8,3 vs. 6,1 km²) und ist auch deutlich länger. Von der Herpf entwässert wurde ursprünglich auch der Seebaer See, noch deutlich ist der Abfluss im Gelände zu erkennen, heute ist diese Verbindung unterbrochen. Die Mündung in die Werra erfolgt in Sichtweite des Schlosses Landsberg.
Zu erwähnen sind insbesondere:
- Weißbach (Bach von Aschenhausen, DGKZ 41342, von links, 4,4 km lang) – entspringt in Aschenhausen, nordwestlich der Diesburg, die in Süd-Richtung westlich umflossen wird, bis der Bach in Gerthausen mündet.
- Hörbach (DGKZ 41344, links, 3,7 km) – entspringt im Sattel zwischen Diesburg und Gebaberg und mündet in Helmershausen
- Stedtlingsbach (DGKZ 41346, rechts, 3,3 km) – entspringt östlich des Neubergs und mündet nordöstlich des Doppelkegels aus Neuberg und Hutsberg in Bettenhausen
- Bach von Stepfershausen (DGKZ 41348, links, 3,5 km) – entspringt südwestlich Stepfershausens, verläuft im Unterlauf bis zur Mündung in Herpf parallel zur Landesstraße 1124.

## Name
Der Meininger Ortsteil Herpf ist nach der dort durchfließenden Herpf benannt.

### Etymologie
In Niedersachsen, Westfalen, am Niederrhein, in den Niederlanden sowie in Belgien und Nordostfrankreich gibt es eine ganze Reihe von Namen, die mit Hilfe des Appellativums Haare „ausgedehnte Heideflächen“gebildet wurden. Nach Wolfgang Haubrichs ist afrk. *haru bzw. umgelautet *heri „sandiger Bergrücken“ ein typisches Nordwort. (Unter „Nordwörtern“ sind lt. Pitz/Schorr 2003, S. 94, solche Lexeme zu verstehen, „die in einem wortgeographischen Zusammenhang mit dem Niederländischen, Ripuarischen, Niederfränkischen und Niederdeutschen stehen“) und als solches mit den Franken des frühen Mittelalters in Zusammenhang zu bringen. Aus vorahd. *Heri-apa „Bach in sandiger Gegend“ wurde eine ahd. Herifa/Herphe und eine nhd. Herpf; ganz regelrecht entwickelte sich dazu die mda. [haͬbf]. (Übrigens bezeugen auch die Herpfer Flurnamen Gries, Heidig und Sand die Häufigkeit von Sandböden im Tal der Herpf.) Da auch das Grundwort des Bachnamens Herpf, germanisch *apa „Wasser, Bach“, sich in vielen Gewässernamen des o. g. Gebiets findet und von Dittmaier als fränkisch angesprochen wurde, ist es durchaus möglich, in unserem Gewässernamen eine Schöpfung fränkischer Siedler zu sehen, die hier in der 1. Hälfte des 7. Jh. aus den Mainlanden kommend Wurzeln schlugen. Aussagekräftige archäologische Funde aus der 1. Hälfte des 7. Jhs. wurden vor einigen Jahrzehnten bei Kaltensundheim und Kaltenwestheim entdeckt. Gleiches gilt für Ostheim und seine Umgebung. Es dürfte in diesem Zusammenhang auch nicht uninteressant sein, dass es einen zweiten Bach gibt, dessen Name auf die gleiche Weise zu erklären ist, wie der der Herpf, die heutige Herfa (li. z. Werra bei Heringen). Im Raum Friedewald verlief in ihrem Einzugsgebiet die wichtige Ost-West-Verbindung Kurze Hessen.

## Wirtschaftshistorie
Mit dem  Wasser der Herpf wurden bereits im Hochmittelalter zahlreiche Mühlen betrieben, hierzu entstand ein verzweigtes Netz aus Mühlgräben. Noch vorhanden sind Weyhersmühle, Rote Mühle, Karst-Mühle und die Obere Mühle.